# Шевертни
Шевертни — деревня в Гусь-Хрустальном районе Владимирской области России, входит в состав Демидовского сельского поселения.

## География
Деревня расположена в 9 км на север от центра поселения деревни Демидово и в 40 км на юго-запад от Гусь-Хрустального. На севере от деревни протекает Паткина речка, на юге река Караслица и болото Орловское.

## История
В XIX — начале XX века деревня входила в состав Демидовской волости Касимовского уезда Рязанской губернии, с 1926 года — в составе Палищенской волости Гусевского уезда Владимирской губернии. В 1859 году в селе числилось 38 дворов, в 1905 году — 64 двора, в 1926 году — 128 дворов.
С 1929 года деревня входила в состав Мокровского сельсовета Гусь-Хрустального района, с 1935 года — в составе Ильичевского сельсовета Курловского района, с 1963 года — в составе Гусь-Хрустального района, с 2005 года — в составе Демидовского сельского поселения.

## Население
| 1859 | 1905 | 1926 | 2002 | 2010 | 2021 |
| ---- | ---- | ---- | ---- | ---- | ---- |
| 241  | ↗512 | ↗575 | ↘181 | ↘176 | ↘128 |

## Инфраструктура
Основа экономики — личное подсобное хозяйство. 
Почтовое отделение №601523, расположенное в деревне Мокрое, на октябрь 2022 года обслуживает в деревне 106 домов.

## Транспорт
Шевертни расположены в 28,2 км от автодороги федерального значения Р132 «Золотое кольцо». До деревни проходит автодорога 17Н-238 Спудни — Ильичево. В самой деревне грунтовая дорога.
Ближайшая остановка общественного транспорта находится в деревне Мокрое. Обслуживается автобусным маршрутом №111 Гусь-Хрустальный — Старково (заезд в Мокрое).
В 5,4 км от деревни находится железнодорожная станция Ильичево.

## Известные люди
- Владимир Петрович Жарков (1924-1943) — герой Советского Союза[12]